# Never Again Memorial Arch

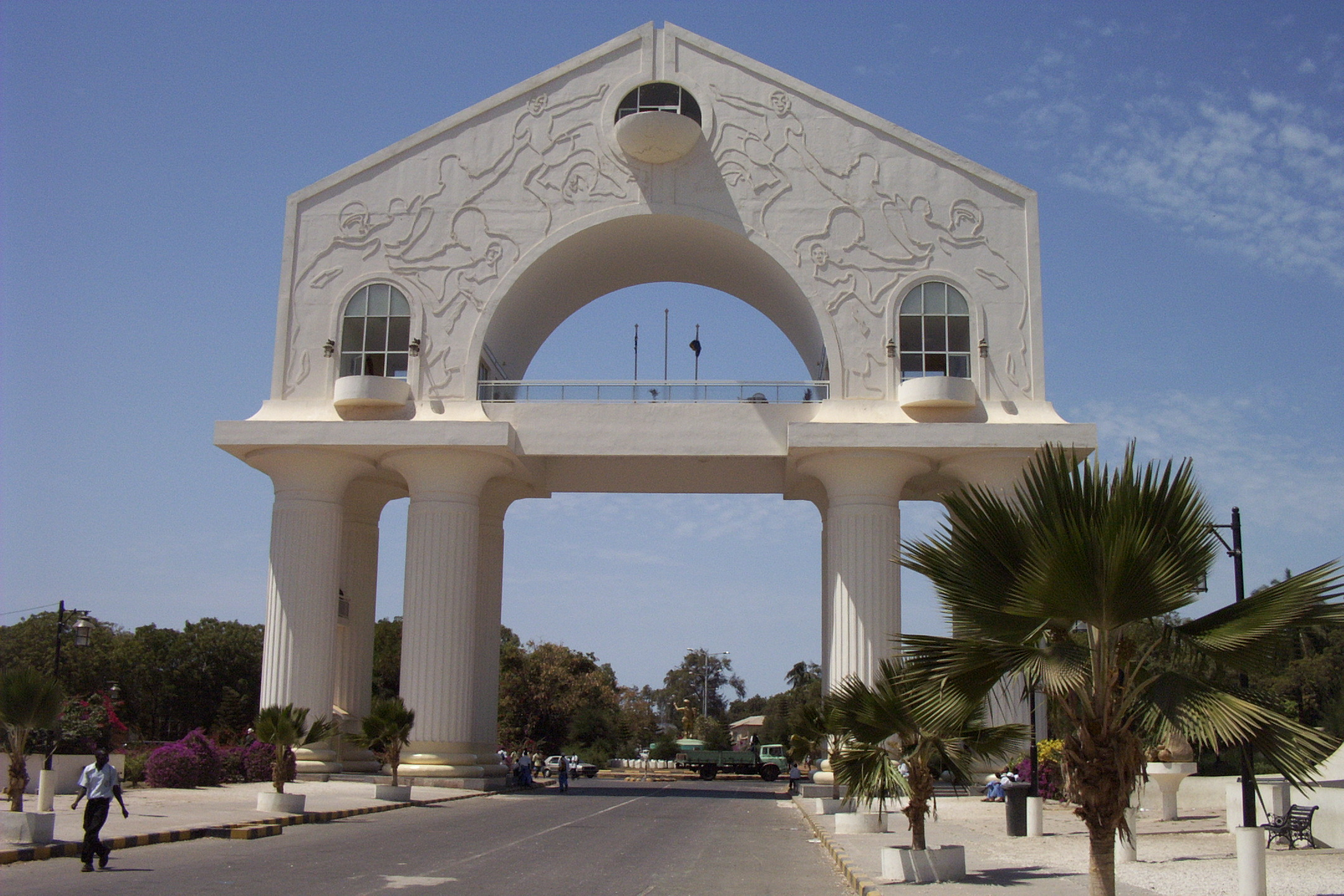
Never Again Memorial Arch in westlicher Richtung, also die Hauptstadt verlassend

Der Never Again Memorial Arch (englisch, bis Mai 2022 Arch 22, „Bogen 22“) ist ein Triumphbogen in Banjul und stellt das Wahrzeichen Banjuls und des gesamten westafrikanischen Landes Gambia dar.

## Beschreibung

### Lage

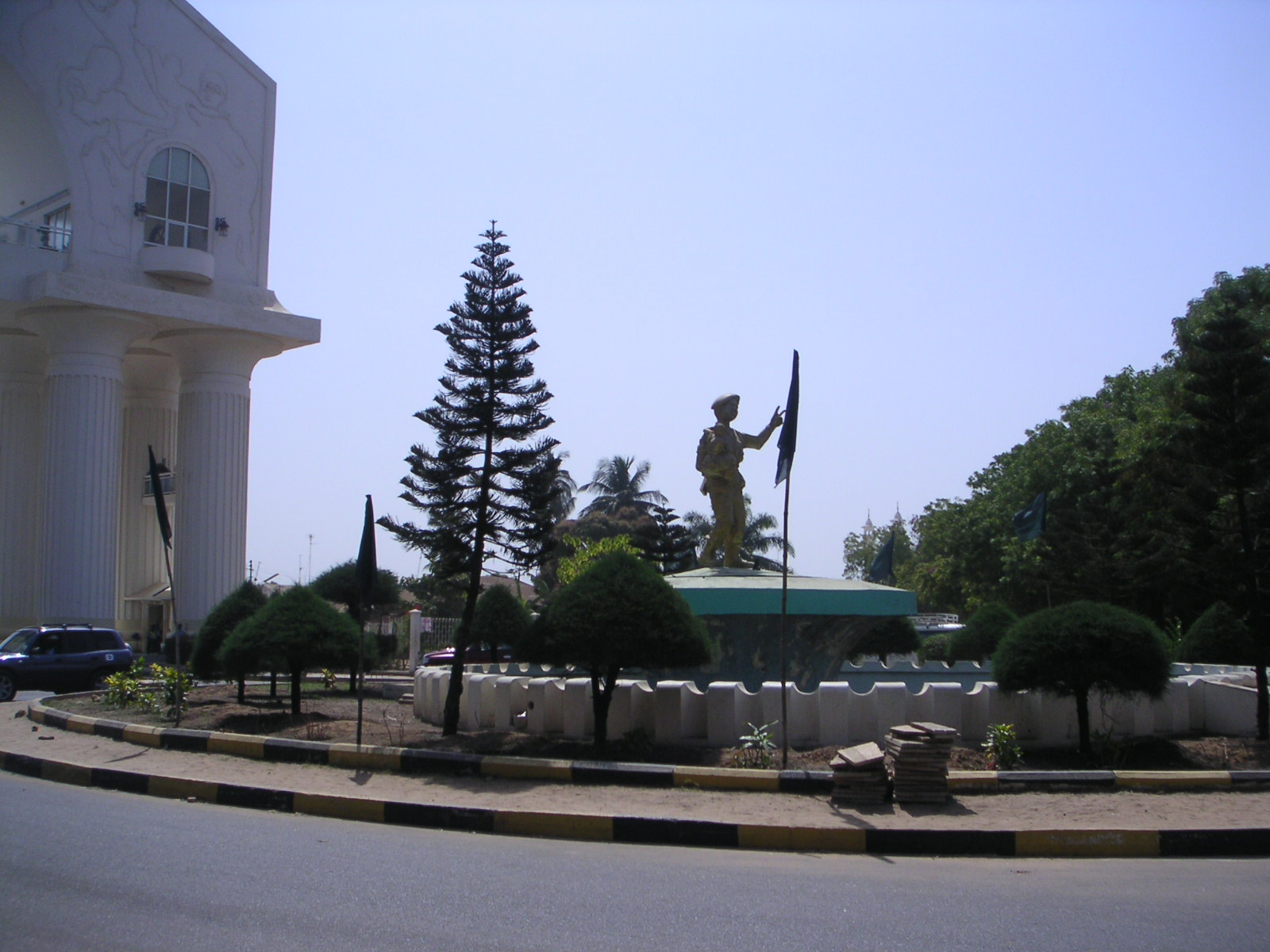
Vor dem Never Again Memorial Arch befindet sich ein Kreisverkehr mit Brunnen. In der Mitte das Denkmal, das dem unbekannten Soldaten gewidmet ist. Die goldfarbene Figur trägt auf dem rechten Arm ein Baby und soll an die gefallenen gambischen Soldaten in Burma während des Zweiten Weltkrieges erinnern.

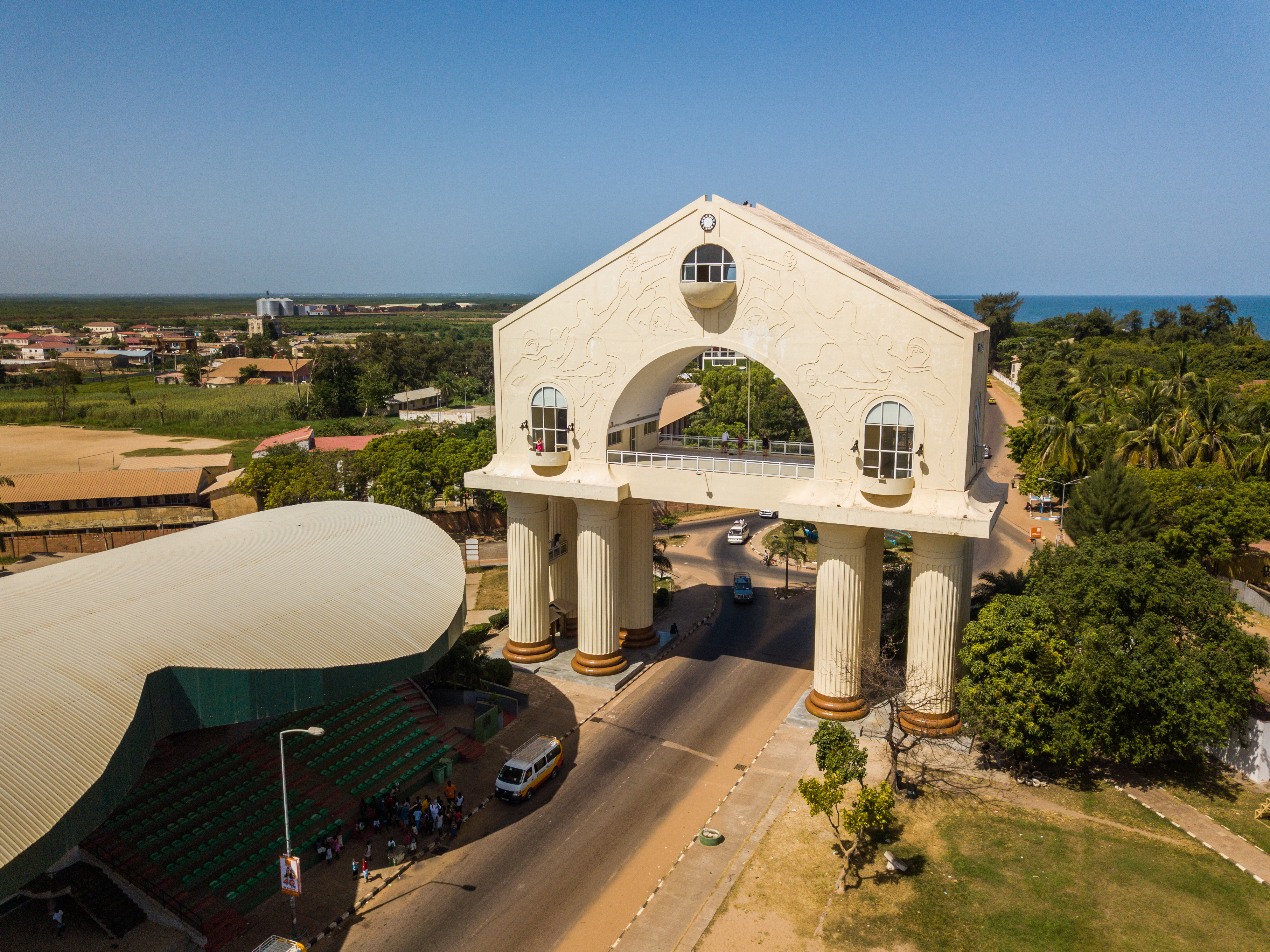
Arch 22 (November 2017)

Da sich Banjul auf der Insel St. Mary’s Island befindet, verläuft die einzige Zubringerstraße nach Banjul über den Banjul-Serekunda Highway, der über die Denton Bridge führt. Kurz nach dem Kreisverkehr, der Kreuzung des Banjul-Serekunda Highways, der Box Bar Road, des Independence Drives und der Marina Parade stehend, bildet er das markante Eingangstor in die rund 35.000 Einwohner zählende Hauptstadt.

### Konstruktion
Der Arch 22 wurde von Amadou Samba (Gamsen) und dem senegalesischen Architekten Pierre Goudiaby entworfen, der auch für das neue Flughafengebäude des Banjul International Airport verantwortlich war. Die Kosten für die Errichtung durch die Baufirma Gamsen Construction Ltd. betrugen 1,15 Millionen US-Dollar.
Für das Bauwerk wurden die Gräber eines Friedhofes umverlegt. Es waren darunter auch die Gräber der Opfer des Flugunfalls einer Avro 685 (1946).
Mit 35 Metern war er lange Zeit das höchste Bauwerk in Gambia, bis 2016 das GNPC Building errichtet wurde. Der Arch 22 steht auf acht klassischen Säulen nach dorischer Ordnung und besitzt drei Geschosse. Das nun beigefarbene Bauwerk wurde vor Oktober 2006 neu gestrichen. Zuvor zeigte es sich noch 2003 in cremefarbigem Anstrich.
Es kann über einen Fahrstuhl und Wendeltreppen betreten werden. Der Fahrstuhl war aber kurz nach der Eröffnung nicht mehr betriebsbereit; er soll durch das Absacken des weichen Bodens unbrauchbar geworden sein.
Das erste Geschoss stellt eine Zwischenebene in den Säulen dar, wobei das äußere Säulenpaar durch einen Gang verbunden ist. Im Obergeschoss kann man von der Galerie aus, welche die Straße überbrückt, die Stadt gut überblicken. Der Blick reicht bis zum Tiefseehafen von Banjul und dem unter Naturschutz stehenden Mangrovenwald Tanbi Wetland Complex und weiter bis zur Denton Bridge.
Westlich des Arch 22 beginnt mit dem Independence Drive, der großzügig als Boulevard ausgebaut ist, das Regierungsviertel mit der National Assembly, dem Parlamentsgebäude von Gambia. Die Durchfahrt war in der Regierungszeit Yahya Jammeh durch eine Absperrkette blockiert; allein dem Präsidenten war es gestattet, das Tor mit einem Fahrzeug, beispielsweise an einem Nationalfeiertag, zu durchfahren.

### Museum
Im Obergeschoss ist neben einem Café ein kleines Museum untergebracht. Die ausgestellten Exponate sind landwirtschaftliche Geräte, traditionelle Kleider, Waffen wie Pfeil und Bogen aus Bambus sowie lokal hergestellte Schusswaffen. Auch ist die handschriftliche Fassung der Rede des Präsidenten zur Machtergreifung zu sehen, sowie der Hocker, auf dem er saß, während er den Text verfasste.

## Geschichte
Der Bogen wurde am 22. Juli 1996, dem zweiten Jahrestag des Militärputsches vom 22. Juli 1994, von Leutnant Yahya Jammeh, dem späteren Staatspräsidenten, eingeweiht.
Am 1. Juli 2020 wurde mit Unterstützung des NCAC am Arch 22, dem Standort des ehemaligen Europäischen Friedhofes, eine Gedenktafel für den Flugunfall von 1946 angebracht.
Im Mai 2022 wurde der Bogen durch Präsident Adama Barrow in Never Again Memorial Arch umbenannt. Er soll von nun an an die Opfer des Regimes des vorigen Präsidenten Yahya Jammeh erinnern.

## Kritik
Das Bauwerk ist ein Anziehungspunkt für Touristen. Es wird in der deutschsprachigen Literatur jedoch auch als pompös und monströs-kitschig beschrieben. Auf der am Bauwerk angebrachten Gedenktafel heißt es: „… takeover of the administration of the Republic of The Gambia …“; dies betrachten die Kritiker als beschönigende Bezeichnung für den Militärputsch.

## Sonstiges
Mit Herausgabe der neuen 100-Dalasi-Banknoten im Jahr 2001 ist der Arch 22 auch auf deren Rückseite zu finden.